# Erupció del Vesuvi del 1944
L'erupció del Vesuvi del 1944 és l'última erupció del Vesuvi, succeïda durant el transcurs de la Segona Guerra Mundial.

## L'esdeveniment eruptiu
El 6 de gener de 1944 es va produir una fractura al flanc del con del volcà que va provocar un augment del flux de lava sortint. El resultat és un flux que, després d'haver envaït el sector occidental del cràter en menys d'una hora, s'aboca a l'exterior i s'estén més de 100 metres muntanya avall. La colada de lava continua sortint cap a l'exterior fins al 26 de gener, mentre que cap a l'interior del con surt fins al 23 de febrer, dia en què cesa totalment l'activitat efusiva.
Un altre enfonsament de les parets del con que va tenir lloc el 13 de març de 1944 determina el rendiment de l'activitat del volcà mitjançant llançaments febles d'escòries, la freqüència i l'abundància dels quals augmenta en els tres dies següents. A la nit entre el 17 i el 18 de març, amb un important col·lapse d'una part del con, totes les activitats cessen de nou.
Però l'erupció pròpiament dita, l'última del Vesuvi fins avui, comença precisament a la tarda del 18 de març de 1944. L'activitat va tornar a començar aquesta vegada amb fortes colades de lava que van arribar fins a Cercola, després d'haver envaït i destruït parcialment les poblacions de Massa di Somma i San Sebastino al Vesubio, un dels municipis més afectats per l'esdeveniment.
El 22 de març va canviar l'estil eruptiu del Vesuvi. Quan el núvol eruptiu va assolir una alçada de 6 km, es van produir allaus de restes calentes i petits fluxos piroclàstics als costats del con. Tota la jornada també va anar acompanyada d'una intensa activitat sísmica fins al matí del 23 de març, dia en què l'activitat eruptiva es va reduir a només a l'emissió de cendra.

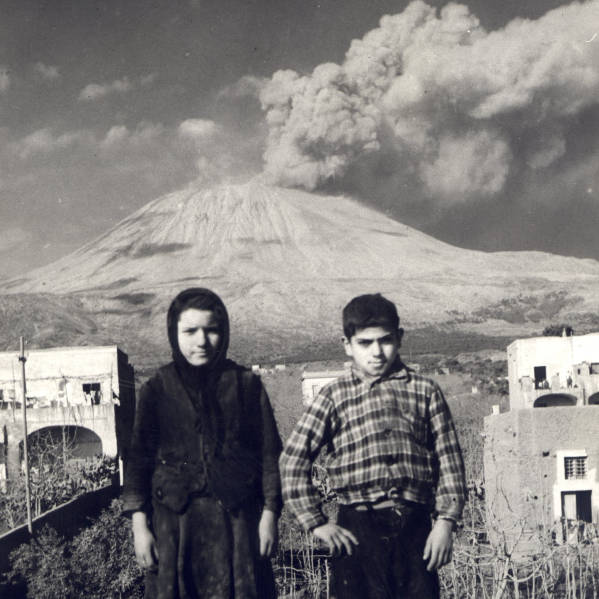
Joves davant del Vesuvi, 1944

El 24 de març, l'activitat eruptiva va disminuir, amb les explosions reduint-se progressivament fins a desaparèixer el dia 29, i amb la persistència només dels núvols de pols que van escapar del cràter i van desaparèixer completament a la tarda.
A la zona afectada hi va haver 26 víctimes, a causa de l'enfonsament de les teulades de les cases provocat per la caiguda de les cendres. Els pobles més danyats pels dipòsits piroclàstics de la caiguda van ser Terzigno, Pompeia, Scafati, Angri, Nocera Inferiore, Nocera Superiore, Pagani, Poggiomarino i Cava de' Tirreni; mentre que els habitants de San Sebastiano al Vesuvio, Massa di Somma i Cercola, es van veure obligats a evacuar. En canvi, la ciutat de Nàpols es va veure afavorida per la direcció dels vents que allunyaven el núvol de cendra i lapil·li de la ciutat.
L'erupció del 1944 és avui l'última del Vesuvi i marca el pas del volcà d'un estat d'activitat a un estat de repòs.

## Els anys de la guerra
L'erupció del 1944 va tenir lloc durant la Segona Guerra Mundial, en plena campanya d'Itàlia.
L'erupció va causar danys no només a les cases de civils dels municipis circumdants, sinó també a les estructures militars dels Estats Units d'Amèrica i de la Gran Bretanya, encara presents a la zona napolitana després de l'alliberament de l'ocupació de les forces de la Wehrmacht.
Gràcies a la presència de periodistes estrangers a la ciutat per documentar la guerra, la del 1944 és l'única erupció del Vesuvi documentada amb imatges de vídeo rodades en temps real. A més, són nombrosos els testimonis de l'exèrcit o periodistes estatunidencs que descriuen l'activitat eruptiva.

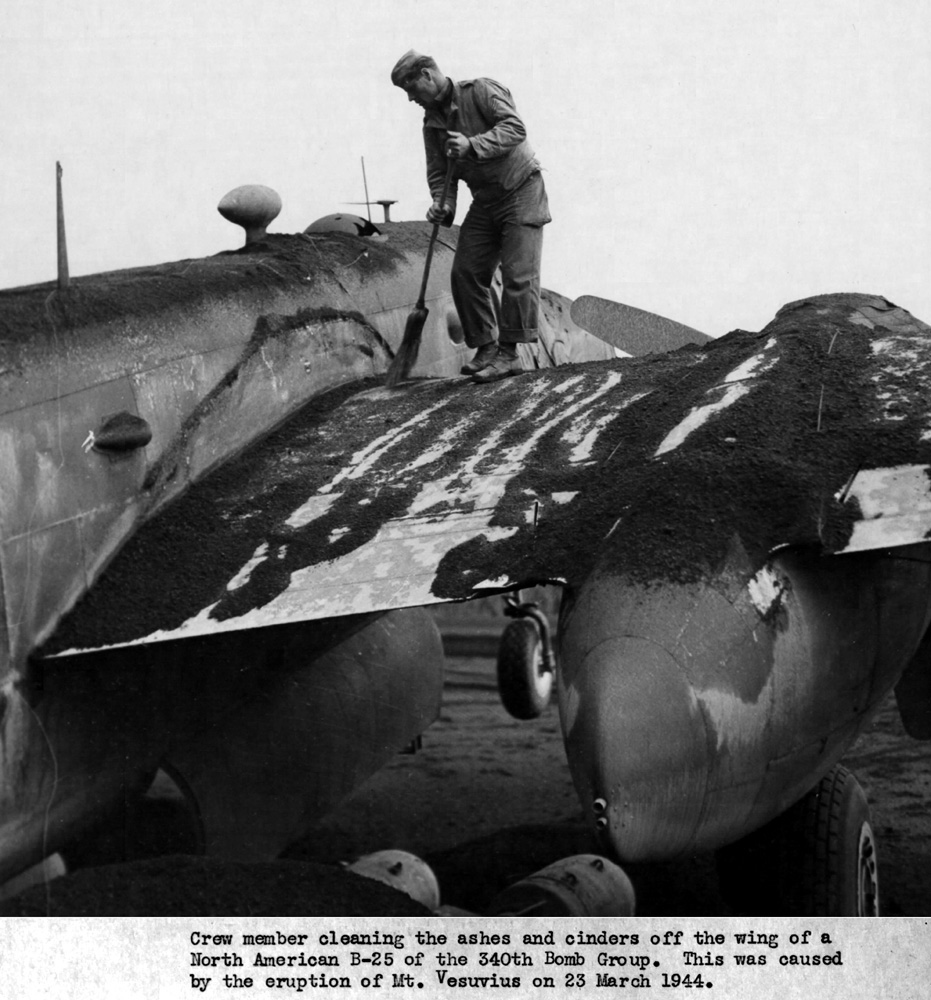
Un avió estatunidenc cobert per les cendres emeses pel Vesuvi
- Notícies estatunidenques de l'època

Norman Lewis, agent d'intel·ligència britànic, va dir:
| « | La lava es movia tranquil·lament per la carretera principal, i a uns cinquanta metres de la vora d'aquesta un munt d'escòries que avançava lentament, una multitud de diversos centenars de persones, la majoria vestides de negre, resaven de genolls. […] La lava es movia a la velocitat d'uns pocs metres per hora, i havia cobert mitja ciutat amb un gruix d'uns 10 metres. La cúpula d'una església, que sobresortia intacta de l'edifici submergit, va arribar cap a nosaltres sacsejant sobre el seu llit de cendra. Tot el procés es va produir estranyament sense incidents. El turó d'escòria negra va sacsejar, tremolar i vibrar una mica i blocs de cendra rodaven pels seus vessants. Una casa, primer envoltada amb cura i després submergida, va desaparèixer intacta de la nostra vista. Un soroll lleuger i llunyà va indicar que la lava havia començat a aixafar-la. Vaig veure un gran edifici amb diversos apartaments, que albergava el que clarament havia estat el millor cafè de la ciutat, davant l'empenta de la lava en moviment. Va aconseguir aguantar quinze o vint minuts, després un tremolor, els espasmes de la lava van semblar passar per les seves estructures i també va començar a tremolar, fins que les seves parets es van inflar i també es va esfondrar. Entre totes les estàtues enfrontades a la lava predominava en tots els sentits, per mida, per nombre de persones que recolzaven la plataforma, la del mateix Sant Sebastià. | » |

Dana Craig, assistent del 486è esquadró de rescat estatunidenc, va escriure al seu diari:
| « | Ens vam adonar què passava el matí del 23 de març. Fins al dia abans, el Vesuvi només havia tret fum. Sempre recordaré el moment en què va esclatar el Vesuvi. Mai he vist cap bomba fer tant. Vam haver de treballar entre pedres i cendres que queien. Tots teníem armilles i cascs de protecció. Després va arribar l'ordre d'evacuar a Nàpols. | » |

Altres testimonis de l'època descriuen com els creients passejaven en processó l'estàtua de Gener de Benevent al voltant volcà perquè el sant aturès l'activitat eruptiva.

## L'erupció a la televisió
L'erupció de 1944 va ser objecte d'un documental realitzat per The History Channel titulat Vesuvi: la fúria d'un volcà. A través d'imatges d'època i entrevistes es van mostrar els efectes de l'erupció als municipis de San Sebastiano al Vesuvio i Nocera Inferiore.